# مجمع حي السلام السكني
حي السلام أو حي صدام (قبل سقوط النظام)، مجمع سكني متكامل تم بناؤه في بغداد سنة 1985 بمنطقة البياع على مساحة صغيرة نسبيا، كحي نموذجي مطابق لاخر موجد في أوروبا حيث اشرفت على بنائه شركات هندية وغربية أخرى. يتميز بناء هذا الحي بأنه من النوع المسبوق الصب (Pre-cast) والذي يمتاز بمتانه عالية الجودة وبتصميم معماري رائع. حيث تتوزع البنايات السكنية ذات الطوابق الثلاث على ساحاته الأثنان والخمسين..

## الموقع
يقع حي السلام في القاطع الغربي من جانب الكرخ الثانية، ضمن منطقة البياع. ويجاوره من الشمال الحي الصناعي وحي العامل ويفصله عنهم الخط السريع، ومن الشرق حي الرسالة ومنطقة السيدية ومن الجنوب مناطق الشرطة وحي الشهداء والاعلام، اما من الغرب فيقع حي تبوك والضباط ومناطق حي الجهاد. يشار بالذكر إلى انه في أيام النظام السابق كان يحيط بالحي مخازن ومعامل نجارة تعود إلى ديوان رئاسة الجمهورية، لكنها نهبت ابان الغزو الأمريكي للعراق.

## وصف الحي
يوجد في الحي ثلاث أسواق منظمة وبرج ساعة يقع في مركز الحي ومسبح أولمبي ونادي رياضي ومسجد ومستوصف صحي متكامل ومدينة العاب صغيرة و 4 مدارس ثانوية (اثنتان منها للطالبات والطلاب المتميزين) و 3 اعدادية وابتدائية و 5 رياض أطفال وحضانات كما توجد هناك مدرسة للمعاقين فيزيائيا.
كما يحوي الحي على العديد ملاعب السلة وكرة الطائرة والكثير من ساحات اللعب منها 3 ضخمة لكرة القدم. بالإضافة إلى وجود مبنيين كبيرين احدهما الجمعية التعاونية الاستهلاكية، التي تخدم سكان الحي وتقدم لهم الحصة التموينية الشهرية. والاخر كان يستخدم أيام النظام السابق كمركز لحزب البعث في المنطقة.

## السكان
كان الحي ولفترة قريبة من أكثر الأماكن امانا وحيوية في بغداد، فكان تتواجد الاقليات بكثره في هذ الحي من مسيحيين وصابئة... إضافة للتنوع العرقي والديني بين اهالي هذ الحي الجميل ووجود جنسيات عربية أخرى كالفلسطينيين والسوريين والأردنيين واللبنانيين. كما كان يشتهر الحي بوجود الكثير من الفنانين العراقيين من مطربين وممثليين وتشكيليين.

## الحي مؤخرا
عانى الحي في الفترة الأخيرة من الإرهاب المتبادل بين الجماعات الطائفية المسلحة، فتم تقسيمه إلى منطقة شيعية يسيطر عليها جيش المهدي وأخرى سنية يسيطر عليها جيش عمر، مما اطر بكثير من قاطنيه إلى السفر لدول الجوار أو أماكن أخرى من العاصمة بغداد.

## وصلات خارجية
صفحة حي السلام على الفيسبوك